# 20 Warszawska Dywizja Pancerna
20 Warszawska Dywizja Pancerna im. Konstantego Rokossowskiego (20 DPanc) – związek taktyczny wojsk pancernych ludowego Wojska Polskiego.

## Formowanie i zmiany organizacyjne
We wrześniu 1955 roku 20 Dywizja Zmechanizowana została przeformowana w 20 Dywizję Pancerną.
Na początku lat 60. przeniesiono dywizję na etaty pokojowo-wojenne.

Wiosną 1968 dywizja przeszła na nowe „etaty pokojowo – wojenne”. W nowej strukturze, w miejsce dywizjonu artylerii haubic, utworzono pułk artylerii, w miejsce kompanii rozpoznawczej – batalion rozpoznawczy, a na bazie  batalionu transportowego, dywizyjnego punktu zaopatrzenia i piekarni polowej zorganizowano batalion zaopatrzenia.
W 1989 roku dywizja została zrestrukturyzowana. Przyjęła również numer i tradycje rozformowywanej 2 Warszawskiej Dywizji Zmechanizowanej z Nysy. Podległe dywizji oddziały także przejęły numeracje  oddziałów 2 DZ. I tak na przykład 49 pułk zmechanizowany przyjął nazwę 6 pułku zmechanizowanego z Częstochowy.
Znakiem taktycznym dywizji malowanym na sprzęcie bojowym i samochodach były malowane w kolorze białym wizerunki zwierząt wpisane w koło o średnicy ok. 20 cm z białą obwódką o szerokości ok. 1 cm.

## Tradycje
Zgodnie z rozkaz nr 025/MON z 30.09.1967 w sprawie przekazania jednostkom wojskowym historycznych nazw i numerów oraz ustanowienia dorocznych świąt jednostek  (Dz. Roz. Tjn. MON Nr 10, poz. 53) dywizja przyjęła tradycje 1 Warszawskiej Brygady Kawalerii i otrzymała nazwę wyróżniającą „Warszawska”.
Dywizja nosiła imię  marszałka Konstantego Rokossowskiego.

## Struktura organizacyjna i rozmieszczenie

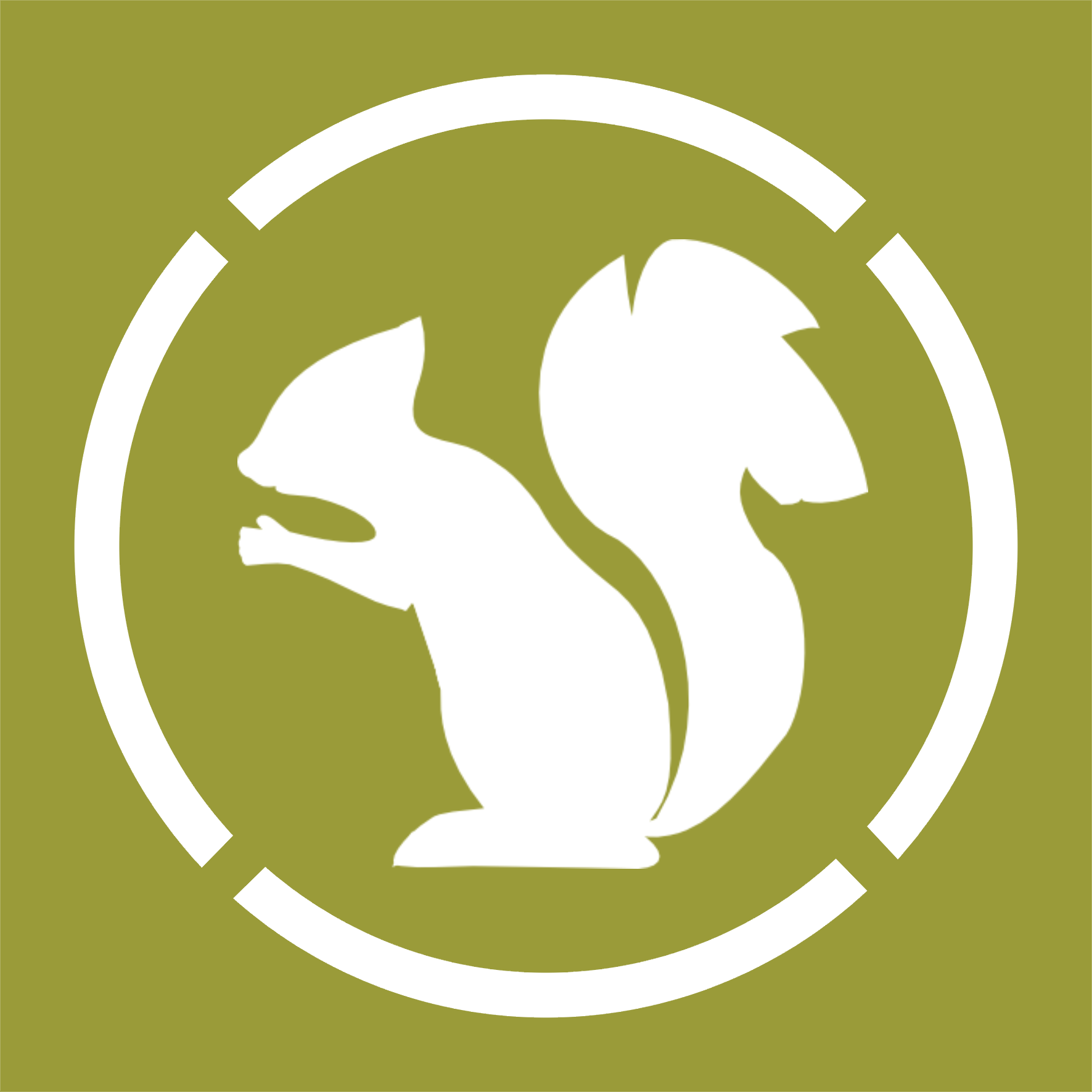
Przykładowy znak malowany na pojazdach dywizji

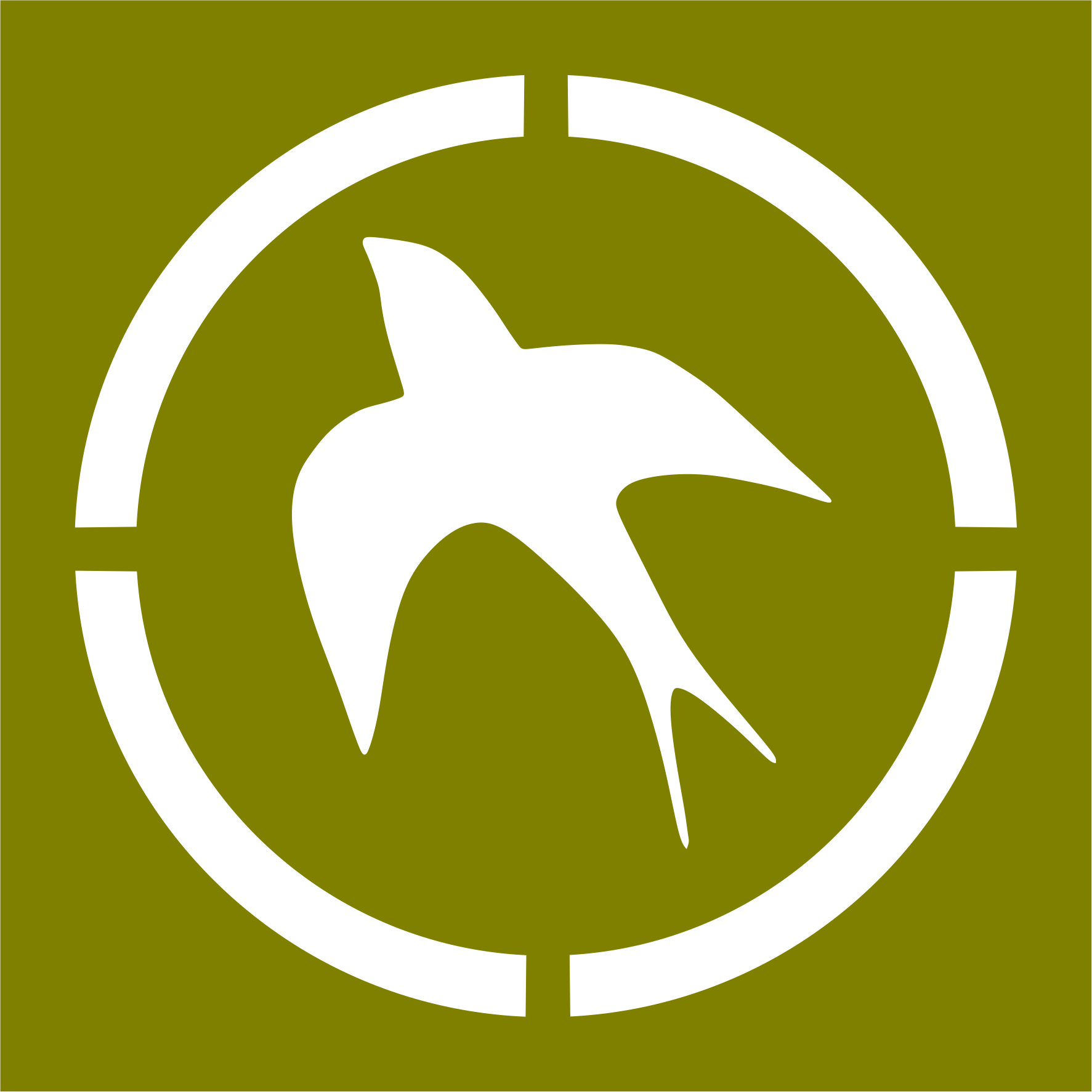
Przykładowy znak malowany na pojazdach dywizji

| Rozmieszczenie i struktura organizacyjna | Rozmieszczenie i struktura organizacyjna | Rozmieszczenie i struktura organizacyjna | Rozmieszczenie i struktura organizacyjna |
| 1960                                     | 1960                                     | 1989                                     | 1989                                     |
| garnizon                                 | oddział                                  | garnizon                                 | oddział                                  |
| ---------------------------------------- | ---------------------------------------- | ---------------------------------------- | ---------------------------------------- |
| Szczecinek                               | Dowództwo 20 DPanc                       | Szczecinek                               | Dowództwo 20 DPanc                       |
| Stargard Szcz.                           | 20 pułk czołgów                          | Stargard Szcz.                           | 24 pułk czołgów (3xbcz)                  |
| Czarne                                   | 28 pułk czołgów                          | Czarne                                   | 28 pułk czołgów (3xbcz)                  |
| Budów                                    | 68 pułk czołgów                          | Budowo                                   | 68 pułk czołgów (3xbcz)                  |
| Wałcz                                    | 49 pułk zmechanizowany                   | Wałcz                                    | 49 pułk zmechanizowany                   |
| Choszczno                                | 105 dywizjon artylerii haubic            | Budowo                                   | 36 pułk artylerii                        |
| Choszczno                                | 7 dywizjon artylerii rakietowej          | Choszczno                                | 7 dywizjon rakiet taktycznych            |
| Stargard Szcz.                           | 30 dywizjon artylerii plot               |                                          |                                          |
|                                          |                                          | Rogowo                                   | 99 pułk artylerii plot                   |
| Gryfice                                  | 73 batalion saperów                      | Stargard Szcz.                           | 7 batalion saperów                       |
| Szczecinek                               | 63 batalion łączności                    | Szczecinek                               | 63 batalion łączności                    |
| Piła - Czarne                            | 19 kompania rozpoznawcza                 | Budowo                                   | 8 batalion rozpoznawczy                  |
| Czarne                                   | 67 batalion transportowy                 | Czarne                                   | 20 batalion zaopatrzenia                 |
|                                          |                                          | Czarne                                   | 20 batalion remontowy                    |
| Szczecinek                               | batalion medyczny DPM                    | Szczecinek                               | 58 batalion medyczny                     |

## Żołnierze dywizji
Dowódcy dywizji :
- 1955-56 – ppłk Zbigniew Ohanowicz
- 1956-58 – płk Andrzej Freń
- 1958-63 – płk dypl./gen. bryg. Adolf Humeniuk
- 1963-67 – płk dypl./gen. bryg. Marian Tarnawski
- 1967-71 – płk dypl./gen. bryg. Marian Wasilewski
- 1971-75 – płk dypl./gen. bryg. Tadeusz Stawowiak
- 1975-78 – płk dypl./gen. bryg. Zbigniew Blechman
- 1978-79 – płk dypl. Zenon Bryk
- 1979-82 – ppłk dypl./płk dypl. Władysław Saczonek
- 1982-84 – ppłk dypl./gen. bryg Roman Dysarz
- 1984-86 – płk dypl./gen. bryg. Marian Robełek
- 1986-89 – płk dypl./gen. bryg. Aleksander Topczak

Oficerowie
- Mieczysław Dachowski
- Andrzej Wojtkowski
- Mieczysław Cieniuch
- Zdzisław Goral
- Michał Jach
- Zdzisław Żurawski

## Przekształcenia
20 Dywizja Zmechanizowana → 20 Warszawska Dywizja Pancerna → 2 Pomorska Dywizja Zmechanizowana